# Anjero-Sudjensk
Anjero-Sudjensk (ru. Анжеро-Судженск) este un oraș din Regiunea Kemerovo, Federația Rusă și are o populație de 86.48 locuitori.